# Palast der Winde
Palast der Winde (im englischen Original: The Far Pavilions) ist ein Historienroman von Mary M. Kaye aus dem Jahr 1978. Er umfasst im Wesentlichen eine Wiedergabe indischer Geschichte des 19. Jahrhunderts, die durch die erfundene Lebensgeschichte des britischen Offiziers Ashton Pelham-Martyn (genau: Ashton Hilary Akhbar Pelham-Martyn, kurz: Ash) veranschaulicht wird. Die Geschichte ist eine Mischung aus Abenteuerroman, Kriegsepos und Liebesroman und wurde weltweit bereits 15 Millionen Mal verkauft.

## Inhalt
Indien, Ende des 19. Jahrhunderts. Der junge Engländer Ashton Pelham-Martyn wächst im Norden Indiens unter dem Namen Ashok wie ein Hindu auf. Auch später als Offizier der britischen Armee in Indien verliert er nie die Verbundenheit zu dem Land seiner Kindheit, obwohl er der britischen Kolonialmacht treu ergeben ist. Seine große Liebe findet er schließlich in der indischen Prinzessin Anjuli-Bai, die bereits dem Rana von Bhithor versprochen ist.

## Verfilmung
Unter der Regie von Peter Duffell und mit dem Drehbuch von Julian Bond wurde 1984 die Miniserie Palast der Winde (englischer Originaltitel: The Far Pavilions) gedreht. Die deutsche Erstausstrahlung war am 15. Dezember 1985 im ZDF. Neben Ben Cross als Ashton Pelham-Martyn wirkten die Schauspieler Amy Irving als Anjuli, Christopher Lee als Rao-Sahib und Omar Sharif als Ashoks Mentor und Vaterersatz Koda Dad mit.
Des Weiteren existiert von Palast der Winde eine Spielfilmfassung (engl. Titel des Spielfilms lautet Blade of Steel), bei der es sich um einen stark verkürzten Zusammenschnitt des TV-Mehrteilers handelt und die sich lediglich auf die Liebesgeschichte von Ashton Pelham-Martyn und Prinzessin Anjuli-Bai bezieht. Diese Spielfilmfassung ist in Deutschland Mitte der 80er Jahre auf VHS erschienen, jedoch nur noch über Auktionsbörsen erhältlich.
2010 erschien die Serie in Gesamtlänge auf DVD.

## Musical
Von April bis September 2005 wurde im Londoner Shaftesbury Theatre die gleichnamige Musical Adaption The Far Pavilions aufgeführt. Das Kreativteam bestand unter anderem aus Philip Henderson (Musik), Stephen Clark (Text), Gale Edwards (Regie). Darsteller waren unter anderem Hadley Fraser (Ashton Pelham-Martyn), Gayatri Iyer (Anjuli-Bai) und Kabir Bedi (Kahn Sahib).

## Buchversionen
- Palast der Winde, lim. Sonderausgabe, Fischer März 2005, ISBN 3-596-50821-5
- Palast der Winde, Bild-Bestseller-Bibliothek Band 7, ISBN 3-89897-113-9